# 丹克马尔斯豪森
丹克马尔斯豪森（德語：Dankmarshausen，發音：[daŋkmaʁsˈhaʊzn̩]）是德国图林根州瓦特堡县曾经的一个市镇，面积11.21平方千米，2017年12月31日人口为971人。2019年1月1日，丹克马尔斯豪森与另外3个市镇合并为新市镇威拉-苏尔-塔尔。